# Be'erot Yitzhak
Be'erot Yitzhak est un Kibboutz religieux localisé dans le centre d'Israël, près de Yehud.
À l'origine, le Kibboutz était près de Gaza, à sa fondation en 1943, par de nouveaux arrivants en Palestine mandataire, réfugiés de Tchécoslovaquie et d'Allemagne.